# Militærnægter
En militærnægter er en værnepligtig statsborger som nægter al form for militærisk aftjening af værnepligt.
Grundlaget kan være politisk, religiøst eller pacifistisk.
I Danmark administreres militærnægterordningen af Militærnægteradministrationen, der hører under Forsvarsministeriet. Militærnægtere afvikler her sædvanligvis værnepligten ved udstationering i institutioner eller virksomheder, som Militærnægteradministrationen har indgået aftale med. Arbejdet på udstationeringsstederne kan variere, men er underlagt militærnægterlovgivningen:
- Arbejdet, som en værnepligtig skal udføre på udstationeringsstedet, må ikke forudsætte en bestemt faglig uddannelse eller en forudgående  erhvervsmæssig erfaring på det pågældende område.
- En værnepligtig må ikke udfylde en ledig stilling på udstationeringsstedet.
- En værnepligtig må ikke tidligere have været ansat i eller have  haft en tilknytning til det udstationeringssted, han bliver  udstationeret til.
- En værnepligtigs ugentlige arbejdstid på et udstationeringssted er  37 timer. Heri er inkluderet pauser, hvor den værnepligtige dog skal stå  til rådighed.

Der er militærnægtere, som også afviser denne form for aftjening af værnepligt. Medlemmer af Jehovas Vidner er eksempler på religiøs og politisk militærnægtelse, hvor fængsling har været følgen.[kilde mangler]